# Роджер Петтерссон (тенісист)
Роджер Петтерссон (швед. Roger Pettersson; нар. 5 квітня 1972) — колишній шведський тенісист.
Найвищу одиночну позицію світового рейтингу — 485 місце досяг 14 травня 1990, парну — 550 місце — 11 травня 1992 року.

## Титули на юніорських турнірах Великого шлему

### Парний розряд: 1
| Результат | Рік  | Турнір                                 | Покриття                 | Партнер         | Суперники                             | Рахунок       |
| --------- | ---- | -------------------------------------- | ------------------------ | --------------- | ------------------------------------- | ------------- |
| Перемога  | 1990 | Відкритий чемпіонат Австралії з тенісу | Корт з твердим покриттям | Мортен Ренстрем | Роберт Джанесек Ernesto Munoz de Cote | 4–6, 7–6, 6–1 |